# بوژورووو (استان دوبریچ)
بوژورووو (به بلغاری: Bozhurovo) یک منطقهٔ مسکونی در بلغارستان است که در شهرستان دوبریچکا واقع شده‌است.